# Glan Martins
Glan Martins  là một cầu thủ bóng đá người Ấn Độ thi đấu ở vị trí tiền vệ cho Sporting Goa ở I-League.

## Sự nghiệp
Martins bắt đầu sự nghiệp tại Học viện Bóng đá SESA. Năm 2014, Martins đến Hoa Kỳ để tham gia USL Pro và không nhận được sự chú ý. Sau đó anh ký hợp đồng với Sporting Clube de Goa tại Goa Professional League thi đấu được 4 trận. Sau đó, ngày 18 tháng 3 năm 2015, có thông báo rằng Martins được bổ sung vào đội hình Sporting Goa cho phần còn lại của mùa giải I-League khi câu lạc bộ đang trụ hạng.
Anh có màn ra mắt cho câu lạc bộ ngày 2 tháng 5 năm 2015 trước Bharat FC. Martins vào sân từ phút 88 thay cho Brandon Fernandes và Sporting Goa giành chiến thắng 2–0.

## Thống kê sự nghiệp
Tính đến 30 tháng 5 năm 2015
| Câu lạc bộ          | Mùa giải            | Giải vô địch        | Giải vô địch | Giải vô địch | Cúp Liên đoàn | Cúp Liên đoàn | Cúp Durand | Cúp Durand | AFC     | AFC       | Tổng    | Tổng      |
| Câu lạc bộ          | Mùa giải            | Hạng đấu            | Số trận      | Bàn thắng    | Số trận       | Bàn thắng     | Số trận    | Bàn thắng  | Số trận | Bàn thắng | Số trận | Bàn thắng |
| ------------------- | ------------------- | ------------------- | ------------ | ------------ | ------------- | ------------- | ---------- | ---------- | ------- | --------- | ------- | --------- |
| Sporting Goa        | 2014–15             | I-League            | 3            | 0            | 0             | 0             | —          | —          | —       | —         | 3       | 0         |
| Tổng cộng sự nghiệp | Tổng cộng sự nghiệp | Tổng cộng sự nghiệp | 3            | 0            | 0             | 0             | 0          | 0          | 0       | 0         | 3       | 0         |